# Епархия Ополе

 Епа́рхия Опо́ле  (лат. Dioecesis Opoliensis) — епархия Римско-Католической церкви с центром в городе Ополе, Польша. Епархия Ополе входит в митрополию Катовице. Кафедральным собором епархии Ополе является церковь Воздвижения Святого Креста.

## История
28 июня 1972 года Римский папа Павел VI выпустил буллу «Episcoporum Poloniae coetus», которой учредил епархию Ополе, выделив её из архиепархии Вроцлава.
25 марта 1992 года Римский папа Иоанн Павел II издал буллу Totus tuus Poloniae populus, которой передал часть территории епархии Ополе в пользу возведения новых епархий Гливице и Калиша. В этот же день епархия Ополе вошла в митрополию Катовице.

## Ординарии епархии
- епископ Францишек Ёп (28.06.1972 — 24.09.1976);
- епископ Альфонс Носсоль (25.06.1977 — 14.08.2009);
  - епископ Антони Адамюк (6.06.1970 — 2.09.1989) — вспомогательный епископ;
- епископ Анджей Чая (14.08.2009 — по настоящее время).

## Источник
- Annuario Pontificio, Libreria Editrice Vaticana, Città del Vaticano, 2003, ISBN 88-209-7422-3
- Булла Totus Tuus Poloniae populus, AAS 84 (1992), стp. 1099  (лат.)